# Astragalus turgidus
Astragalus turgidus är en ärtväxtart som beskrevs av Dieter Podlech. Astragalus turgidus ingår i släktet vedlar, och familjen ärtväxter. Inga underarter finns listade i Catalogue of Life.